# Conservatorio (Tranvía de Tenerife)
Conservatorio es el nombre de una parada de la línea 1 del Tranvía de Tenerife. Se encuentra en Santa Cruz de Tenerife, concretamente en la calle Pedro Suárez Hernández, enfrente del Conservatorio Profesional de Música de Santa Cruz de Tenerife del cual toma su nombre.
Se inauguró el 2 de junio de 2007, junto con las del resto de las de la línea 1.
La implantación del tranvía supuso la construcción de una vía de prolongación de la calle Pedro Suárez Hernández, uniendo la zona del Conservatorio con la avenida Príncipes de España, y que discurre por encima del barranco de El Hierro.

## Accesos
- Calle Pedro Suárez Hernández, pares
- Calle Pedro Suárez Hernández, impares

## Líneas y conexiones

### Tranvía
| Línea | Origen         | Destino  |
| ----- | -------------- | -------- |
|       | Intercambiador | Trinidad |

## Lugares próximos de interés
- Conservatorio Profesional de Música de Santa Cruz de Tenerife
- Escuela de Actores de Canarias
- Collège Français Jules Verne de Tenerife (Colegio Francés de Tenerife)
- Centro de Educación a Distancia de Santa Cruz de Tenerife "Mercedes Pinto"
- Compañía Cervecera de Canarias
- Barrio de Ballester